# Roberto De Vicenzo

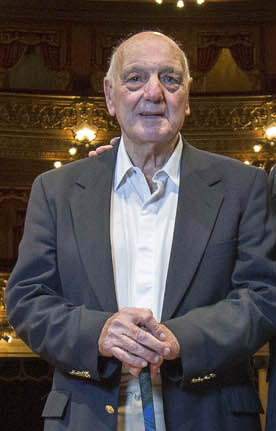
Roberto De Vicenzo 2013.

Roberto De Vicenzo, född 14 april 1923 i Villa Ballester i Buenos Aires-området, död 1 juni 2017 i Ranelagh i Buenos Aires, var en professionell argentinsk golfspelare.
DeVicenzo var en av 1950-talets förebilder inom golf och han vann 230 segrar över hela världen under sin karriär, inklusive fyra på PGA Tour och 1967 års The Open Championship.
Många kommer ihåg honom mest för hans otur i 1968 års Masters då han signerade sitt scorekort för ett högre antal slag än han verkligen hade. På det 17:e hålet skrev han 4 slag i stället för 3 då han gjorde birdie. Golfreglerna säger att de högre antal slagen gäller sedan scorekortet har signerats. Om han inte hade skrivit fel så hade han kommit på delad förstaplats tillsammans med Bob Goalby och han hade haft chansen att vinna genom 18 håls särspel dagen efter. Hans kommentar efteråt blev berömd: "What a stupid I am!"
Under den senare delen av sin karriär lyckades DeVicenzo bra på Senior PGA Tour då han vann Liberty Mutual Legends of Golf tre gånger och US Senior Open 1980. Han vann även 1974 års PGA Seniors Championship och representerade Argentina 17 gånger i Canada Cup och Golf World Cup. Argentina vann Golf World Cup 1953.

## Meriter

### Majorsegrar
- 1967 The Open Championship

### Segrar på PGA-touren
- 1957 Colonial National Invitational,  All American Open
- 1966 Dallas Open Invitational
- 1968 Houston Champions International

### Segrar på Senior PGA Tour
- 1980 US Senior Open
- 1984 Merrill Lynch/Golf Digest Pro-Am

### Utmärkelser
- 1970 Bobby Jones Award
- 1989 World Golf Hall of Fame